# 石屋川駅
石屋川駅（いしやがわえき）は、兵庫県神戸市東灘区御影石町にある、阪神電気鉄道本線の駅。駅番号はHS 26。

## 歴史
- 1905年（明治38年）4月12日：阪神本線の開通と同時に開業[2]。
- 1967年（昭和42年）：駅西側線路が付け替えられ石屋川車庫が稼働、当駅が車庫所在駅となる。
- 1995年（平成7年）
  - 1月17日：阪神・淡路大震災が起こり阪神本線運休[2]。当駅も一時営業中止となり、石屋川車庫が甚大な被害を受ける[2]。
  - 2月7日：石屋川車庫の被災車両の撤去作業開始。
  - 6月26日：御影駅 - 西灘駅間運転再開（阪神本線の全線復旧）により営業再開[4]。
- 1996年（平成8年）3月20日：石屋川車庫再建[4]。
- 2009年（平成21年）3月19日：本線準急の運行が終了。優等列車の発着がなくなる。
- 2014年（平成26年）4月1日：駅番号導入[5][6]。

## 駅構造
島式ホーム1面2線を有する盛土高架駅である。神戸三宮側には石屋川車庫が所在し片渡り線があるため、停留所ではない。改札口は1か所のみで地上部にある。2階のホームは一部で石屋川を跨いでいる。なお、阪神本線の駅の中で、1面2線の島式ホームは当駅と元町駅だけである（2018年11月現在）。
阪神・淡路大震災で被災する以前は、相対式ホーム2面2線の形態であった。石屋川車庫の留置線の1本が当駅南側に延びているが、震災前は御影駅からの留置線が当駅北側まで達していた。

### のりば
| 番線 | 路線  | 方向 | 行先         |
| ---- | ----- | ---- | ------------ |
| 1    | ■本線 | 上り | 大阪梅田方面 |
| 2    | ■本線 | 下り | 神戸三宮方面 |

- 実際には構内に上記ののりば番号表記はないが、公式サイトの構内図では上りホームが1番線、下りホームが2番線とされている。また、上りホームからは下り方面（三宮方面）への発車も可能。
- ホーム有効長は19m級の阪神車両6両編成に対応する120メートルである。ただし2009年3月のダイヤ改正以降、当駅に停車する営業列車は阪神車両4両編成のみとなった。21m級の近畿日本鉄道車両6両編成は停車不可。

| ← 本線 : 梅田方面 | 配線図 | → 本線 : 三宮・元町方面 |
| 凡例 出典:        |        |                         |

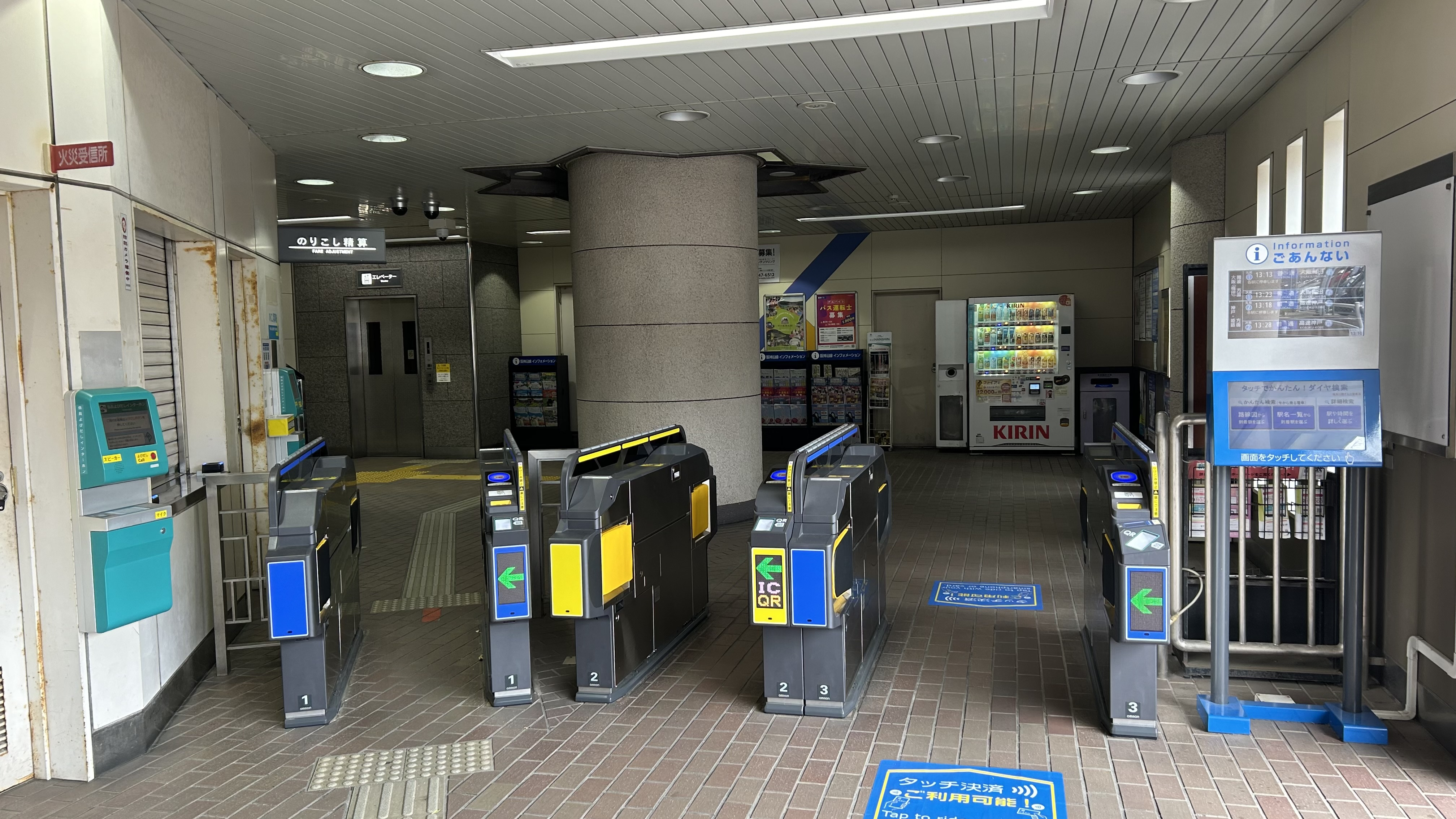
改札口
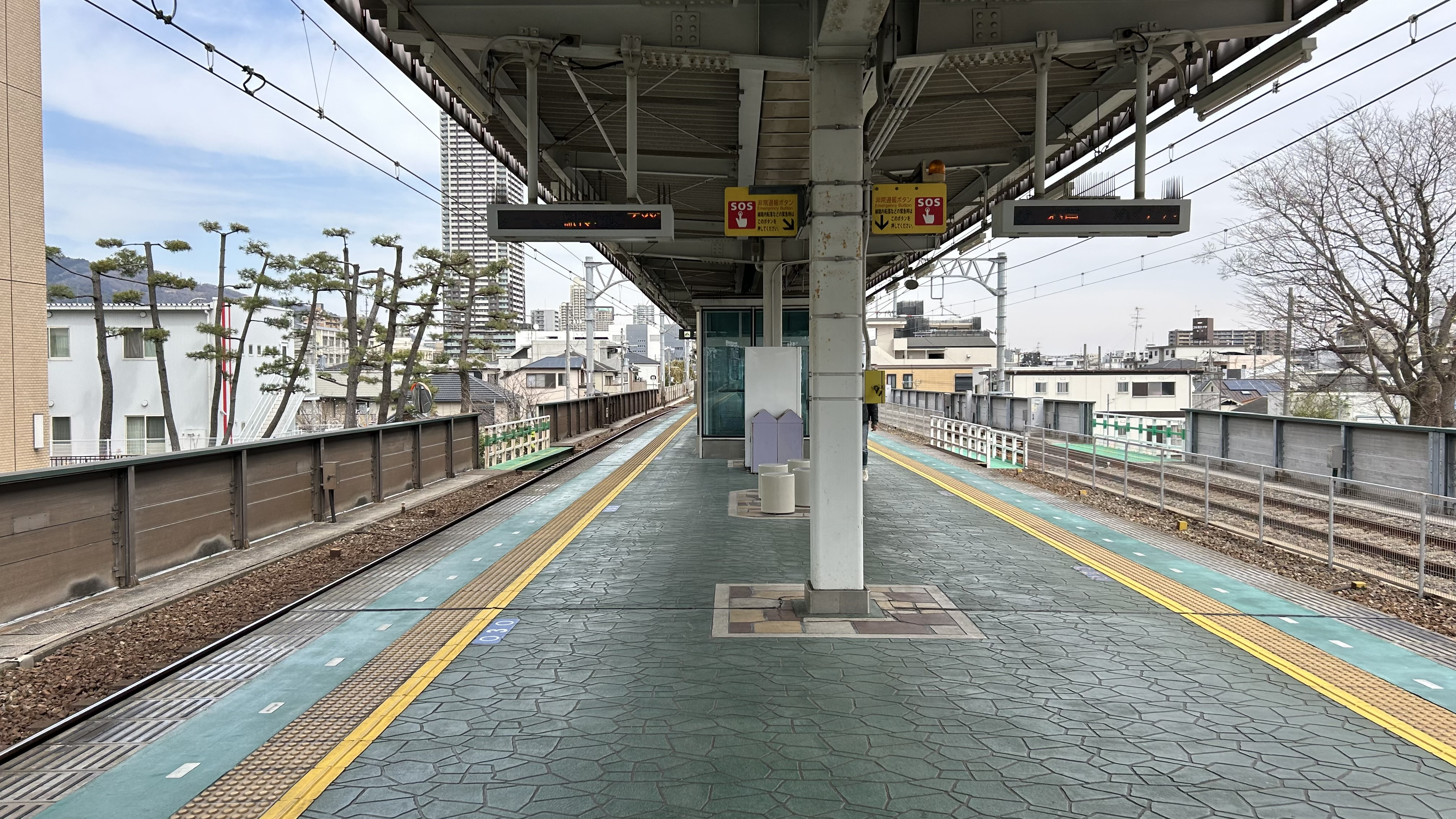
ホーム
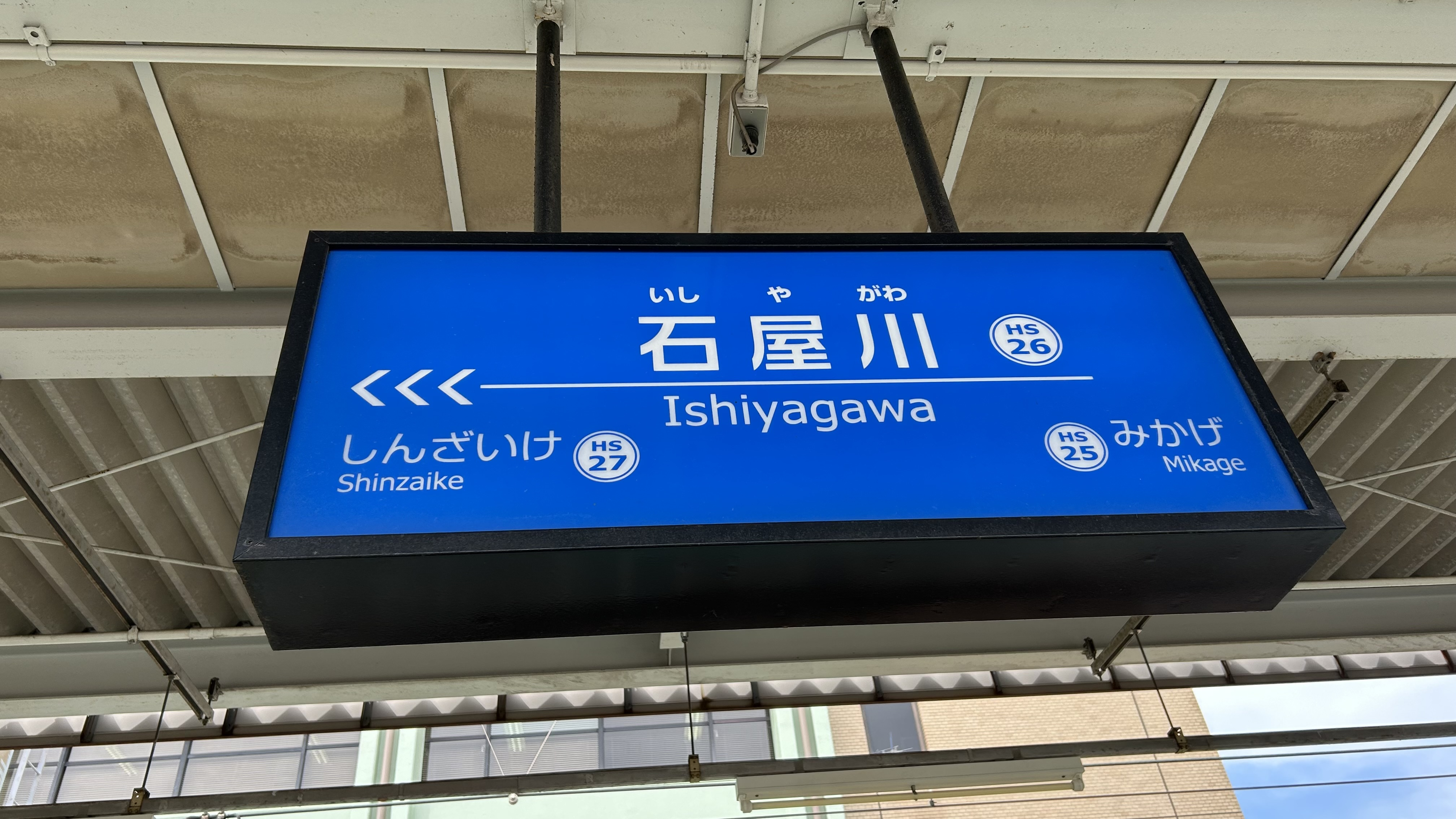
駅名標

## 利用状況
2023年11月の1日平均乗降人員は6,777人であり、阪神電気鉄道の駅では武庫川団地前駅に次いで第38位。
各年11月の1日平均乗降人員は下記の通り。
| 年度               | 1日平均 乗降人員 | 出典           |
| ------------------ | ---------------- | -------------- |
| 2001年（平成13年） | 5,282            | [ 8 ]          |
| 2002年（平成14年） | 5,608            | [ 9 ]          |
| 2003年（平成15年） | 5,605            | [ 10 ]         |
| 2004年（平成16年） | 5,388            | [ 11 ]         |
| 2005年（平成17年） | 5,178            | [ 12 ]         |
| 2006年（平成18年） | 5,620            | [ 13 ]         |
| 2007年（平成19年） | 5,165            | [ 14 ]         |
| 2008年（平成20年） | 5,194            | [ 15 ]         |
| 2009年（平成21年） | 5,711            | [ 16 ]         |
| 2010年（平成22年） | 5,602            | [ 17 ]         |
| 2011年（平成23年） | 6,104            | [ 18 ]         |
| 2014年（平成26年） | 6,221            | [ 利用客数 2 ] |
| 2015年（平成27年） | 6,368            | [ 利用客数 3 ] |
| 2016年（平成28年） | 6,653            | [ 利用客数 4 ] |
| 2017年（平成29年） | 6,796            | [ 利用客数 5 ] |
| 2018年（平成30年） | 6,794            | [ 利用客数 6 ] |
| 2019年（令和元年） | 6,838            | [ 利用客数 7 ] |
|                    |                  |                |
| 2023年（令和 5年） | 6,777            | [ 利用客数 1 ] |

## 駅周辺
駅前には喫茶店や飲食店が数軒ある。ただし駅前に構内施設としての売店がある。また駅前にバスは乗入れていないが、駅から約200m北の国道2号上に神戸市バス（御影公会堂前）と阪神バス（上石屋）の停留所がある。
- 神戸酒心館[2]
- 処女塚古墳[2]
- 神戸市立御影公会堂
- 神戸市建設局東部事務所
- 兵庫県立御影高等学校
- 神戸市立御影小学校
- 武庫山理性院
- 東明八幡神社
- 石屋川
- 石屋川公園
- 阪神電気鉄道石屋川車庫
- マルヤナギ小倉屋本社

## その他
- 車庫所在駅であることから、早朝には当駅を始発とする普通が設定されている。2022年12月17日ダイヤ変更で当駅終着の普通が御影行に変更され、上りは御影到着後に当駅へ回送で入庫、下りは御影から当駅までの営業運転が取り止めとなって回送扱いに変更された。この為、御影-石屋川間の上り終電が繰下げとなった一方、下り終電が繰上げられた。
- かつては、三宮方面行きの当駅始発準急が数本設定されていた。当時の準急は御影駅以西各駅停車のため実質は普通であるが、運用の都合上優等列車用の車両（いわゆる赤胴車）を使用しているため、表記上準急列車として運転されていた。しかし2006年10月のダイヤ改正で準急の設定が当駅以東のみとなったため廃止され、三宮駅始発の東須磨行き急行（土曜・休日は阪神特急）の設定で代替されていた。こちらも実質は普通であり、わざわざ急行や特急を名乗る理由も同様である。2009年3月のダイヤ改正以降、準急および急行の発着はなくなり、このようなパターンの列車は平日、土曜・休日とも、三宮駅始発須磨浦公園方面行きの阪神特急（やはり実質は普通）とされたが、2016年3月のダイヤ改正時に赤胴車にも方向幕またはLED表示器の整備した上で普通に統一された。

## 隣の駅
阪神電気鉄道
本線
■直通特急・■特急・■快速急行
通過
■普通
御影駅 (HS 25) - 石屋川駅 (HS 26) - 新在家駅 (HS 27)